# Ulica Stolarska w Krakowie
Ulica Stolarska – ulica w Krakowie, w dzielnicy I Stare Miasto, na Starym Mieście.
Prowadzi z Małego Rynku do ul. Dominikańskiej. Najstarsza nazwa ulicy platea fratrum Praedicatorum (nawiązująca do znajdującego się przy niej już wówczas kościoła i klasztoru dominikanów) pochodzi z 1305 roku. Obecna nazwa występuje od roku 1542. Nie była ulicą reprezentacyjną. Nieregularność jest wynikiem zabudowy istniejącej przed lokacją miasta w roku 1257.
Przy ulicy Stolarskiej znajdują się konsulaty: Francji, Niemiec i Stanów Zjednoczonych.
Przez ulicę przebiega trasa Małopolskiej Drogi św. Jakuba z Sandomierza do Tyńca.

## Zabudowa
- ul. Stolarska 1a (ul. Sienna 5) – Kamienica Arcybractwa Miłosierdzia. Jest siedzibą Arcybractwa Miłosierdzia, założonego przez księdza Piotra Skargę w roku 1584. Jest to najstarsze polskie stowarzyszenie charytatywne. Jest publicznym stowarzyszeniem wiernych, działającym pod władzą arcybiskupa metropolity krakowskiego w oparciu o kodeks prawa kanonicznego.

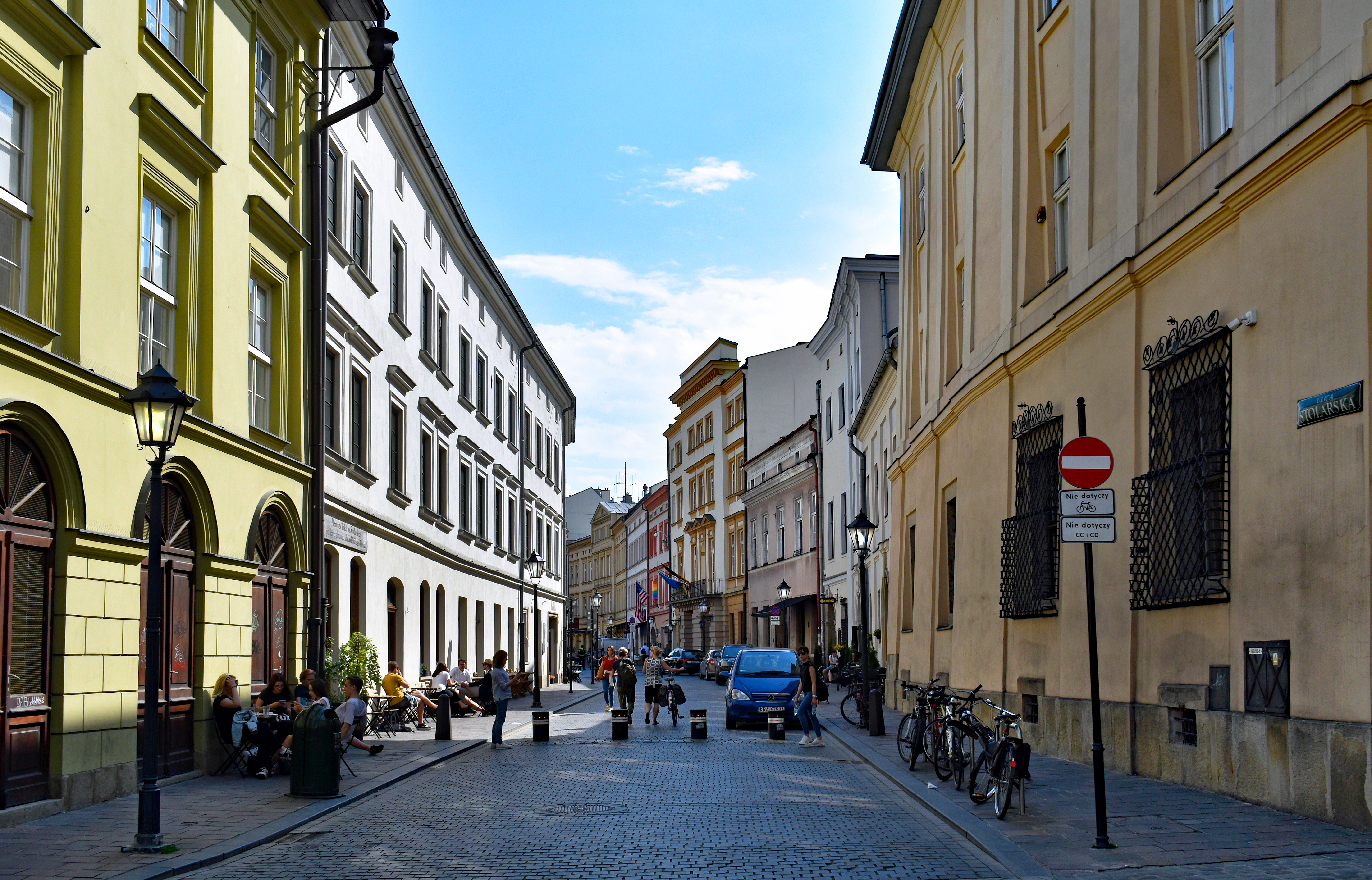
ul. Stolarska 2 – Kamienica Gutkowskiego – na rogu ul. Stolarskiej i ul. Siennej (Sienna nr 7). Powstała w latach 1851-1861. Przy jej budowie wykorzystano zachowane mury stojącego tu wcześniej domu, który spalił się w 1850 roku w wielkim pożarze Krakowa. Obecna fasada posiada cechy klasycystyczne.
- ul. Stolarska 5 – zabytkowa kamienica w której znajduje się wejście do Pasażu Bielaka łączącego ul. Stolarską z Rynkiem Głównym.
- ul. Stolarska 7 – Konsulat Generalny Republiki Federalnej Niemiec w Krakowie mieszczący się w Pałacu Morsztynów (Morstinów) – rezydencji utrzymanej w stylu cesarstwa. Niegdyś był w posiadaniu rodziny Badenich, od których został nabyty przez Morsztynów i poddany przebudowie. Pracami architektonicznymi kierował architekt Szczepan Humbert. W nowym pałacu zamieszkał Felicjan Ludwik Morsztyn, właściciel podkrakowskich Pławowic. Zgromadził on cenny zbiór książek, rękopisów, rycin i dzieł sztuki. W kolekcji bibliotecznej znajdowały się m.in. inkunabuły z XV w., druki polskie z XVI w., rękopisy z XVI – XIX w., diariusze sejmowe z XVIII w. Do najcenniejszych dzieł sztuki należały obrazy Piotra Michałowskiego (siostrzeniec Morsztyna), portret Andrzeja Morsztyna pędzla H. Rigaud (obecnie w Wilanowie) oraz antyczne meble, gobeliny, szkło i porcelana. Był to zatem przykład prywatnego muzeum, które powstało z pobudek patriotycznych i z chęci sprawowania mecenatu nad polską sztuką. W XIX w. rezydencja Morsztynów była też centrum kulturalnego i literackiego życia Krakowa. Bywali tu m.in.: Tadeusz Czacki, Jerzy Samuel Bandtkie, Ambroży Grabowski, Antoni Zygmunt Helcel, biskup Ludwik Łętowski. Podczas wielkiego pożaru miasta w 1850 biblioteka pałacowa została w dużej mierze zniszczona. Ogień uszkodził również sam pałac. W następnych latach zgromadzone przez Ludwika Morsztyna zbiory uległy częściowemu rozproszeniu. Pozostałą ich część w l. 1947 – 1949 rodzina przekazała Bibliotece Narodowej w Warszawie. Po II wojnie światowej w pałacu Morsztynów mieścił się m.in. „Dom Sportu”[2].
- ul. Stolarska 9 – Konsulat Generalny Stanów Zjednoczonych w Krakowie mieszczący się w kamienicy z przełomu XIII i XIV wieku.
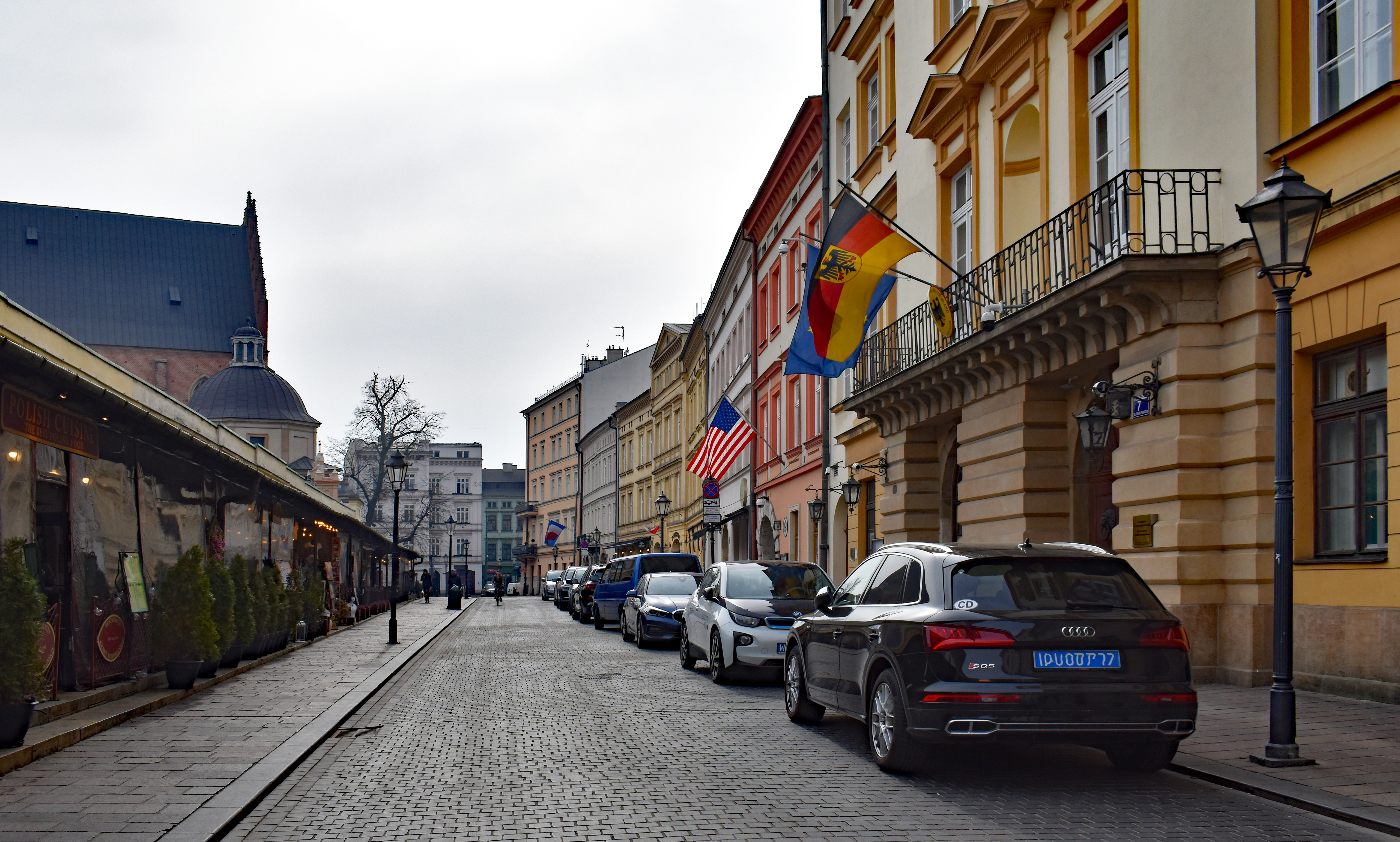
ul. Stolarska 8-10 – Kramy Dominikańskie – powstały w 1861 r. na miejscu placu i rozebranego po pożarze w 1850 r. budynku apteki dominikańskiej. Były własnością zakonu dominikanów. Dzisiaj są ciągiem handlowo-usługowym.
- ul. Stolarska 12 – Kościół Świętej Trójcy i klasztor oo. dominikanów
- ul. Stolarska 13 – Dom pod Świętą Trójcą – dawniej klasztor dominikanek. Został przebudowany w roku 1863 przez Karola Budweisera, drukarza i wydawcę. Obok bramy wejściowej widoczne godło domu. Niegdyś znajdował się tu klasztor dominikanek zwany „większym” i przytulisko dla ubogich wdów. W dwóch sąsiednich, połączonych w XIX w. kamienicach (ul. Stolarska nr 11) mieścił się drugi klasztor tego zakonu, zwany „mniejszym”. Według dawnej tradycji, w domu, gdzie urządzono klasztor mniejszy miały mieszkać babka i matka św. Jacka. Budynki klasztorne powstały w średniowieczu. Grupa dominikanek z obu klasztorów przeszła później do nowego, okazałego klasztoru, ufundowanego wraz z kościołem Matki Boskiej Śnieżnej w roku 1635. Klasztor i przytulisko funkcjonowały przy ul. Stolarskiej prawie do końca XVIII wieku. Po kasacie klasztoru, jego zabudowania zostały w l. 1817–1818 sprzedane osobom prywatnym przez władze Wolnego Miasta. Budowle uległy gruntownej przebudowie i unowocześnieniu w roku 1819. Pracami kierował Szczepan Humbert. Kolejne zmiany nastąpiły po wielkim pożarze miasta w 1850 roku. Dawny budynek klasztoru większego nabył na licytacji w 1863 r. Karol Budweiser. Nowy właściciel odrestaurował i ponownie gruntownie przebudował obiekt, nadając mu obecny kształt. O przeszłości gmachu przypomina jedynie biegnący przez trzy piętra wielki ryzalit oraz głębokie zamurowane wnęki, będące zapewne dawnymi krużgankami klasztornymi[3].

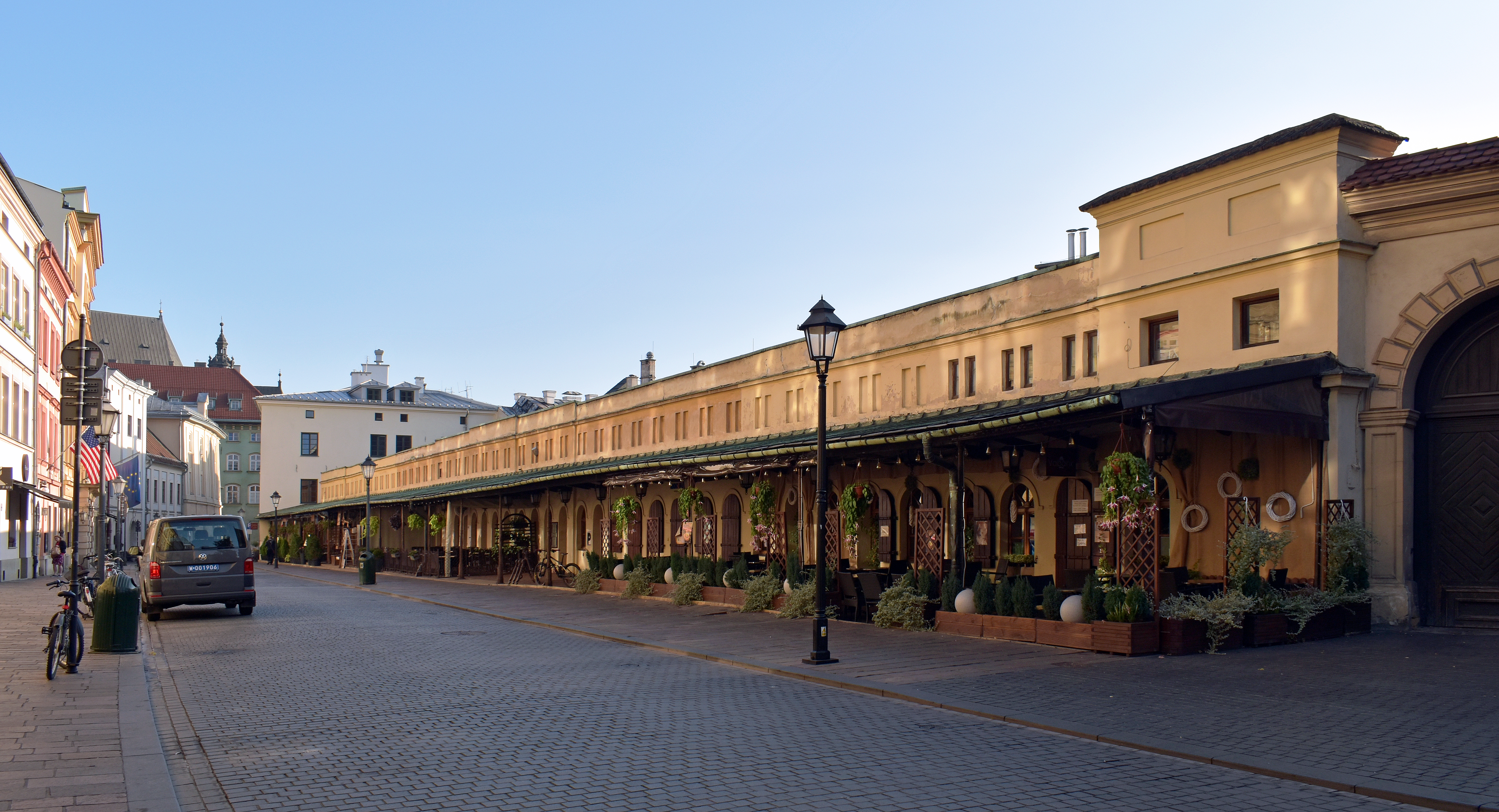
ul. Stolarska 8-10 Kramy Dominikańskie
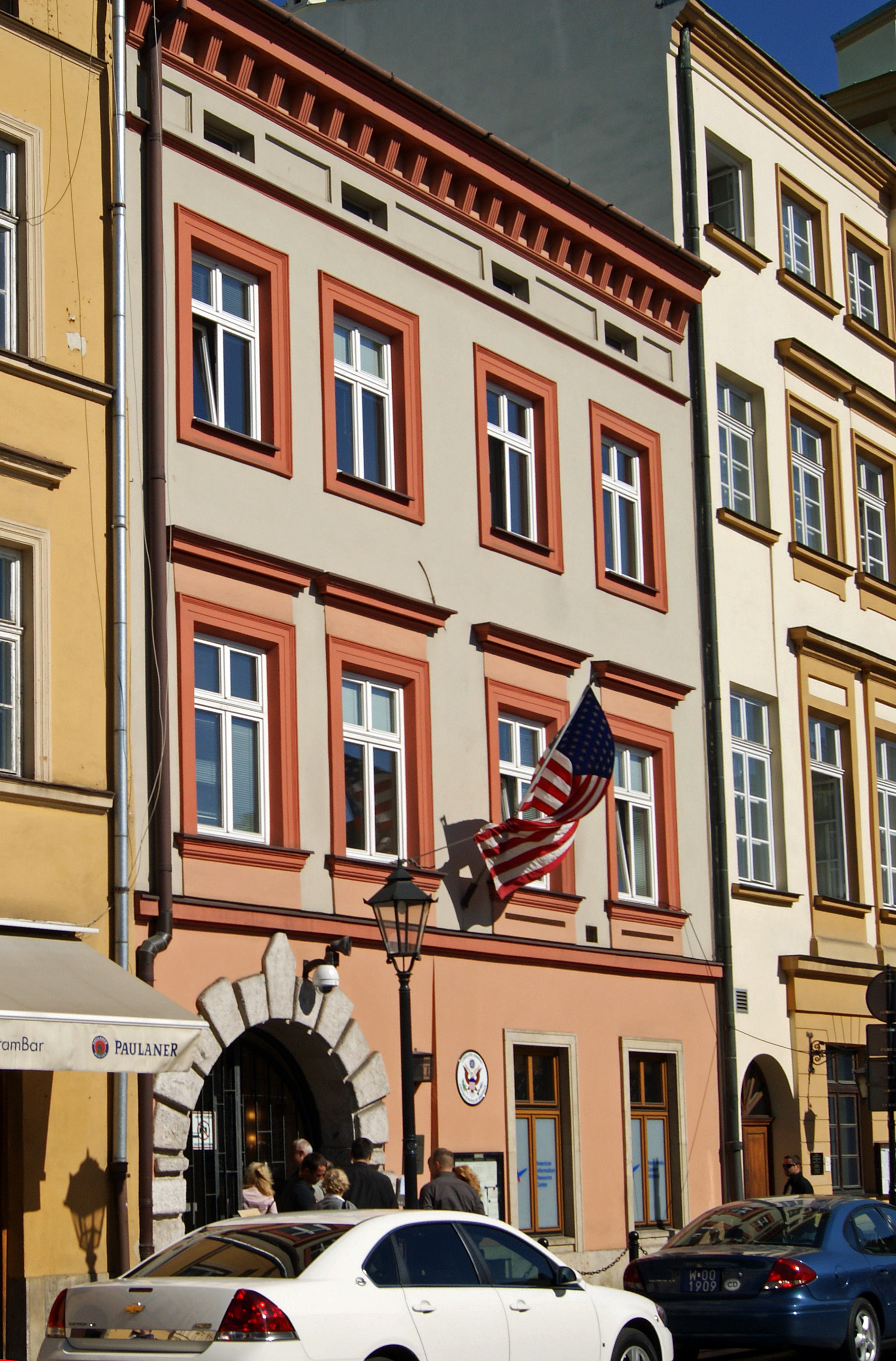
ul. Stolarska 15 – Kamienica pod Opatrznością – Konsulat Generalny Francji i Instytut Francuski w Krakowie.
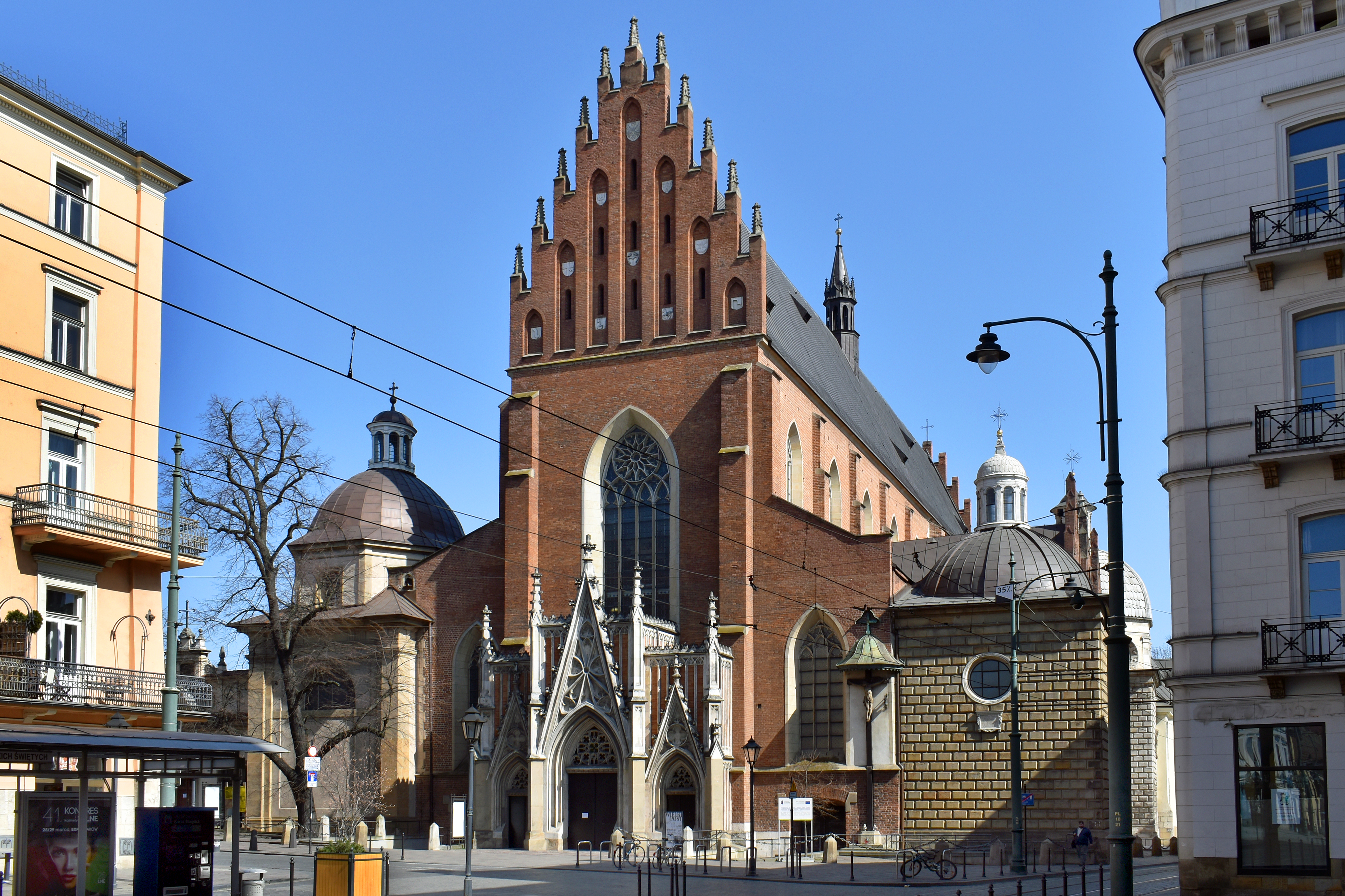
ul. Stolarska 12 Kościół Świętej Trójcy
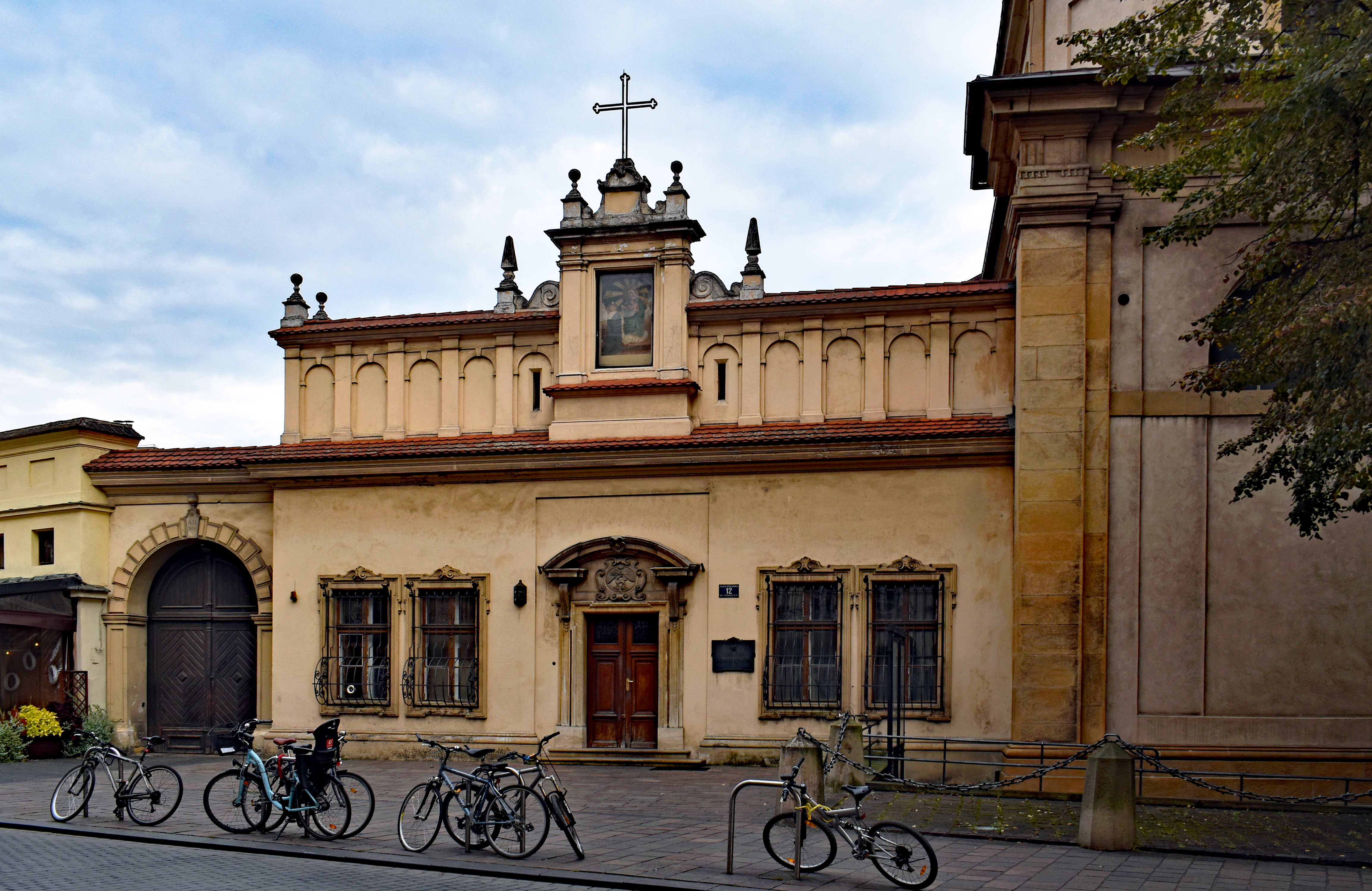
ul. Stolarska 12 Klasztor dominikanów, furta
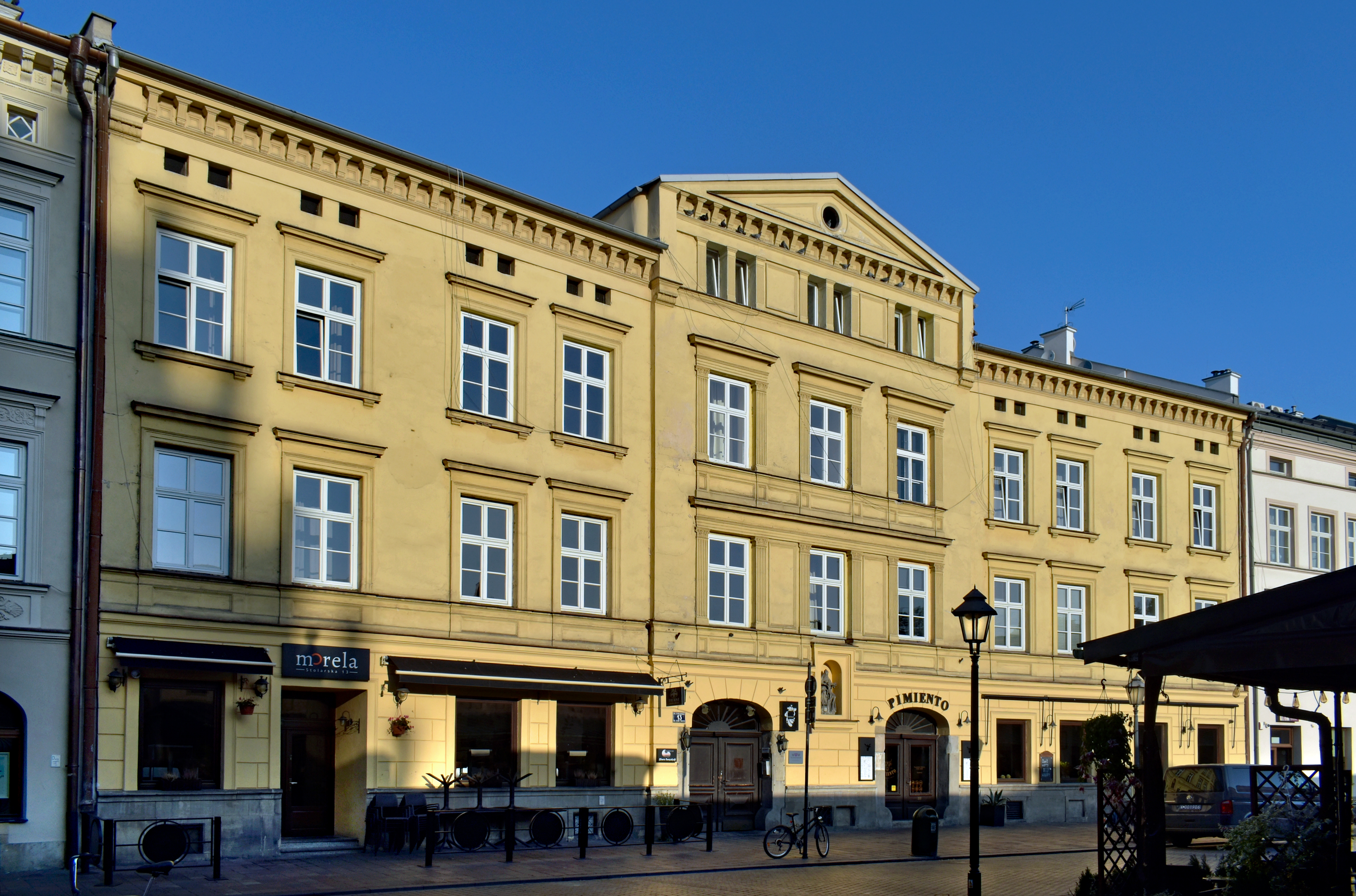
ul. Stolarska 13 Dom Pod Świętą Trójcą